# Bensopyran
Bensopyran är en polycyklisk organisk förening som består av en bensenring och en heterocyklisk pyranring. Enligt IUPACs nomenklatur kallas den kromen. Ämnet har två isomerer beroende på hur de båda ringarna sitter ihop, 1-bensopyran (eller kromen) och 2-bensopyran (isokromen). Båda dessa har ytterligare isomerer beroende på var dubbelbindningarna sitter. 1-bensopyran ger 2H-1-bensopyran (2H-kromen) och 4H-1-bensopyran (4H-kromen). På samma sätt ger 2-benzopyran  1H-2-bensopyran (1H-isokromen) och 3H-2-bensopyran (3H-isokromen).